# Busuu
Busuu est un site Web et une application mobile d'apprentissage des langues étrangères, où les utilisateurs peuvent s'entraider pour améliorer leurs compétences linguistiques. 
En 2024, il permet d'apprendre les langues suivantes : allemand, anglais, arabe, chinois, coréen, espagnol, français, italien, japonais, néerlandais, polonais, portugais, russe et turc.
En 2021, le groupe américain Chegg (en) acquiert Busuu pour 436 millions de dollars.

## Origine
Busuu est nommé selon le busuu, une langue camerounaise en voie d’extinction.

## Concept
Busuu permet aux utilisateurs d’améliorer leurs capacités linguistiques en apprenant directement avec des locuteurs natifs.
Busuu propose des cours de langues basés sur les niveaux (CEFR)  A1, A2, B1 et B2. Chaque niveau est divisé en unités d’apprentissage par thèmes spécifiques et permet de pratiquer les langues dans différents domaines: vocabulaire, dialogue, exercice d’écriture, chat avec d’autres utilisateurs et enregistrement vocal. Chaque unité d’apprentissage peut également être sauvegardée sous forme de PDF ou de podcast.

## Statistiques
En 2016, Busuu compte 60 millions d'utilisateurs.
En 2019, l'application compte 20 millions de téléchargements.